# Championnat du Botswana de football 2004-2005
Navigation
Saison suivante
La saison 2004-2005 du Championnat du Botswana de football est la quarantième édition du championnat de première division au Botswana. Les seize meilleures équipes du pays sont regroupées au sein d’une poule unique où ils s’affrontent deux fois au cours de la saison, à domicile et à l’extérieur. En fin de saison, les deux derniers du classement sont relégués et remplacés par les deux meilleurs clubs de deuxième division tandis que le 14e doit affronter le 3e de D2 en barrage de promotion-relégation.
C'est l’un des clubs promus de deuxième division, Township Rollers, qui est sacré cette saison après avoir terminé en tête du classement final, avec un seul point d’avance sur Police XI et sept sur le duo Mochudi Centre Chiefs-Mogoditshane Fighters. Il s’agit du neuvième titre de champion du Botswana de l’histoire du club, qui réalise le doublé en s'imposant également en Coupe du Botswana.

## Qualifications continentales
Le champion du Botswana se qualifie pour la Ligue des champions de la CAF 2006 tandis que le vainqueur de la coupe nationale obtient son billet pour la Coupe de la confédération 2006.

## Les clubs participants
- Township Rollers - Promu de D2
- Police XI
- Mochudi Centre Chiefs
- Mogoditshane Fighters
- TASC
- Notwane FC
- Botswana Defence Force XI
- Prisons XI
- ECCO City Green - Promu de D2
- Nico United - Promu de D2
- FC Satmos
- Botswana Meat Commission FC
- Lobtrans Gunners
- União Flamengo Santos - Promu de D2
- TAFIC FC
- Orapa Wanderers - Promu de D2

## Compétition
Le barème utilisé pour établir le classement est le suivant :
- Victoire : 3 points
- Match nul : 1 point
- Défaite : 0 point

### Classement
| Rang | Équipe                     | Pts | J  | G  | N  | P  | Bp | Bc | Diff |
| ---- | -------------------------- | --- | -- | -- | -- | -- | -- | -- | ---- |
| 1    | Township Rollers'P'C       | 52  | 30 | 14 | 10 | 6  | 42 | 25 | +17  |
| 2    | Police XI                  | 51  | 30 | 16 | 3  | 11 | 61 | 39 | +22  |
| 3    | Mochudi Centre Chiefs      | 45  | 30 | 11 | 12 | 7  | 37 | 31 | +6   |
| 4    | Mogoditshane Fighters      | 45  | 30 | 10 | 15 | 5  | 32 | 28 | +4   |
| 5    | TASC FC                    | 44  | 30 | 13 | 5  | 12 | 34 | 39 | -5   |
| 6    | Notwane FC                 | 43  | 30 | 11 | 10 | 9  | 45 | 32 | +13  |
| 7    | Botswana Defence Force XIT | 43  | 30 | 11 | 10 | 9  | 32 | 27 | +5   |
| 8    | Prisons XI                 | 43  | 30 | 12 | 7  | 11 | 36 | 33 | +3   |
| 9    | ECCO City GreenP           | 40  | 30 | 10 | 10 | 10 | 46 | 46 | 0    |
| 10   | Nico UnitedP               | 39  | 30 | 10 | 9  | 11 | 32 | 40 | -8   |
| 11   | FC Satmos                  | 39  | 30 | 11 | 6  | 13 | 35 | 46 | -11  |
| 12   | Botswana Meat Commission   | 38  | 30 | 9  | 11 | 10 | 41 | 32 | +9   |
| 13   | Lobtrans Gunners           | 38  | 30 | 11 | 5  | 14 | 30 | 43 | -13  |
| 14   | União Flamengo SantosP     | 36  | 30 | 9  | 9  | 12 | 26 | 32 | -6   |
| 15   | TAFIC FC                   | 27  | 30 | 6  | 9  | 15 | 27 | 47 | -20  |
| 16   | Orapa WanderersP           | 26  | 30 | 5  | 11 | 14 | 35 | 51 | -16  |

|  | Qualification pour la Ligue des champions de la CAF 2006                  |
|  | Qualification pour la Coupe de la confédération 2006                      |
|  | Participation à la poule de promotion-relégation                          |
|  | Relégation directe en deuxième division                                   |
|  | T : Tenant du titre C : Vainqueur de la Coupe du Botswana P : Promu de D2 |

### Matchs

#### Poule de promotion-relégation
Le 14e de première division retrouve les seconds des poules Nord et Sud de deuxième division. Seule la meilleure équipe se maintient ou accède à la St Louis Premier League.
| Rang | Équipe                     | Pts | J | G | N | P | Bp | Bc | Diff |  | Résultats (▼ dom., ► ext.) | Nau | Uni | Bot |
| ---- | -------------------------- | --- | - | - | - | - | -- | -- | ---- |  | -------------------------- | --- | --- | --- |
| 1    | Naughty Boys Tlokweng (D2) | 7   | 4 | 2 | 1 | 1 | 5  | 3  | +2   |  | Naughty Boys Tlokweng (D2) |     | 2-0 | 2-1 |
| 2    | União Flamengo Santos      | 7   | 4 | 2 | 1 | 1 | 4  | 3  | +1   |  | União Flamengo Santos      | 1-1 |     | 2-0 |
| 3    | Boteti Young Fighters (D2) | 3   | 4 | 1 | 0 | 3 | 2  | 5  | -3   |  | Boteti Young Fighters (D2) | 1-0 | 0-1 |     |

## Bilan de la saison
| Championnat du Botswana de football 2004-2005 |                             |
| Champion                                      | Township Rollers (9e titre) |
| Coupes et trophées                            |                             |
| Vainqueur de la Coupe du Botswana 2004-2005   | Township Rollers            |
| Qualifications continentales                  |                             |
| Ligue des champions de la CAF 2006            | Police XI                   |
| Coupe de la confédération 2006                | Township Rollers            |
| Promotions et relégations                     |                             |
| Promus en Premier League                      | Naughty Boys Tlokweng       |
| Promus en Premier League                      | Gaborone United             |
| Promus en Premier League                      | Mosquito FC                 |
| Relégués en Second Division                   | TAFIC FC                    |
| Relégués en Second Division                   | Orapa Wanderers             |
| Relégués en Second Division                   | União Flamengo Santos       |